# Brad Johnson (acteur)
 (juillet 2013).
Si vous disposez d'ouvrages ou d'articles de référence ou si vous connaissez des sites web de qualité traitant du thème abordé ici, merci de compléter l'article en donnant les références utiles à sa vérifiabilité et en les liant à la section « Notes et références ».
Pour les articles homonymes, voir Brad Johnson et Johnson.
Brad William Johnson, né le 24 octobre 1959 à Tucson, Arizona et mort le 18 février 2022 à Fort Worth, Texas, est un acteur américain et ancien Marlboro Man.

## Biographie
Le premier rôle de Brad Johnson au cinéma figure dans un film de motards à petit budget The Angels Nam (1989), et la même année, il obtient son premier rôle de covedette dans un film majeur quand il joue le rôle de Ted Baker dans Always, dirigé par Steven Spielberg. Ses autres films incluent Le Vol de l'Intruder, Philadelphia Experiment II, ou encore Supergator.
Il a également joué le rôle de Rayford Steele dans la série Left Behind, et a joué le docteur Dominick O'Malley dans la série Melrose Place.
Il a six filles et quatre fils.
Il meurt le 18 février 2022 des suites de complications dues à la Covid-19.

## Filmographie

### Cinéma
- 2015 : Nail 32 : Buck Livingston
- 2007 : Safe Harbour (vidéo) : Matt Bowles
- 2007 : Supergator (vidéo) : Scott Kinney
- 2005 : Left Behind: World at War : Rayford Steele
- 2005 : Truce : Duane Edwards
- 2005 : Sexcrimes : Diamants mortels : Jay Clifton
- 2004 : No Regrets : The Actor Playing Phil
- 2002 : Left Behind II: Tribulation Force : Rayford Steele
- 2002 : Blind Obsession : Jack Fletcher
- 2000 : Left Behind (vidéo) : Rayford Steele
- 2000 : Across the Line : Grant
- 1996 : Lone Justice 3 : Ned Blessing
- 1995 : Lone Justice 2 : Ned Blessing
- 1995 : Dominion : Harris
- 1993 : Philadelphia Experiment II : David Herdeg
- 1991 : Le Vol de l'Intruder : Lt. Jake 'Cool Hand' Grafton
- 1989 : Always : Ted Baker
- 1989 : Nam Angels : Calhoun

### Télévision

#### Téléfilms
- 2008 : Copperhead de Todor Chapkanov : Bill "Wild" Longley
- 2005 : Etat de siège (Alien Siege) de Robert Stadd : Dr Stephen Chase
- 2004 : The Robinsons: Lost in Space de John Woo : John Robinson
- 2003 : Alaska de Kim Manners : [Qui ?]
- 2003 : Riverworld, le monde de l'éternité (Riverworld) de Kari Skogland : Jeff Hale
- 2001 : Crossfire Trail de Simon Wincer : Beau Dorn
- 2001 : Destiny : [Qui ?]
- 1999 : La Loi du cœur (Silk Hope) de Kevin Dowling : Ruben
- 1997 : Rough Riders de John Milius : Henry Nash
- 1997 : Soldier of Fortune de Peter Bloomfield : Major Matthew Quentin Shepherd
- 1995 : Siringo de Kevin G. Cremin : Charlie Siringo
- 1994 : XXX's and OOO's d'Allan Arkush : Kyle Townes
- 1994 : Les Oiseaux 2 (The Birds II: Land's End) de Rick Rosenthal : Ted
- 1994 : De l'autre côté de l'amour (Cries Unheard: The Donna Yaklich Story) d'Armand Mastroianni : Dennis Yaklich
- 1992 : An American Story de John Gray : George Meade
- 1990 : Sisters de Mimi Leder : Al Bonitelli

#### Séries télévisées  Et pub K fee ( 2005  )  Zombie qui surgit en criant quand la  voiture disparaît
- 2008 : Comanche Moon (mini-série) (saison 1, épisode 03) : Colonel Tom Soult
- 2001 : Les Experts (CSI: Crime Scene Investigation) : Paul Newsome
  - (saison 1, épisode 18 : Un poignard et tout s'effondre)
  - (saison 2, épisode 21 : Que justice soit faite)
  - (saison 2, épisode 28 : Permis de démolir)
- 2001 : Summer Bay (Home and Away) (épisode 3114) : Jason
- 2001 : Mysterious Ways : Les Chemins de l'étrange (Mysterious Ways) (saison 2, épisode 01 : Phoenix) : Roger Ballard / Mike Negley
- 2000 : Au-delà du réel : L'aventure continue (The Outer Limits) (saison 6, épisode 04 : Les Conquistadors) : Capitaine, UFS Mercury
- 1999 : Les Dessous de Veronica (Veronica's Closet) (saison 3, épisode 08 : À un vol près) : Jeff
- 1997 - 1999 : Spécial OPS Force (Soldier of Fortune, Inc.) (10 épisodes) : Major Matthew Quentin Shepherd
- 1996 : Melrose Place : Dr Dominick O'Malley
  - (saison 4, épisode 29 : Victimes)
  - (saison 4, épisode 30 : Retour à la case départ)
  - (saison 4, épisode 31 : La loi du talion)
  - (saison 4, épisode 32 : Délit de fuite)
  - (saison 4, épisode 33 : Dead Sisters Walking)
  - (saison 4, épisode 34 : Dead Sisters Walking)
- 1995 : Courthouse (11 épisodes) : Juge Wyatt E. Jackson
- 1993 : Ned Blessing: The Story of My Life and Times : Ned Blessing
  - (saison 1, épisode 02 : A Ghost Story)
  - (saison 1, épisode 03 : The Smink Brothers)
  - (saison 1, épisode 04 : Oscar)
- 1991 : Campus Show (A Different World) (saison 5, épisode 06 : Rule Number One) : M. Wess
- 1986 : Dallas (saison 10, épisode 10 : Du beau monde) : [Qui ?]